# Coupe du monde de football juniors 1999
Navigation
Malaisie 1997 Argentine 2001
La Coupe du monde de football juniors 1999 est la 12e édition de la Coupe du monde de football des moins de 20 ans. Elle est organisée par le Nigeria du 3 au 24 avril 1999. Vingt-quatre équipes des différentes confédérations prennent part à la compétition, qualifiées par le biais des championnats continentaux. Seuls les joueurs nés après le 1er janvier 1979 peuvent participer à la compétition.
L'Espagne, emmenés par le jeune Pablo Couñago, meilleur buteur du tournoi, s'impose en finale face au Japon sur le score de 4 à 0. La troisième place revient à une équipe africaine, le Mali qui compte dans ses rangs le meilleur joueur désigné en fin de compétition, Seydou Keita, tandis que la quatrième place est prise par le vice-champion du monde en titre, l'Uruguay.
La compétition voit la domination des équipes africaines et sud-américaines, puisqu'il y a 5 équipes africaines en huitièmes (et 3 en quarts) et que les 4 sélections d'Amérique du Sud réalisent le grand chelem en se qualifiant pour le second tour. Il y a seulement une équipe européenne en quarts de finale – l'Espagne – qui ira au bout. Le dernier carré est cosmopolite avec l'Europe, l'Afrique, l'Asie et l'Amérique du Sud représentés.
Au niveau des surprises et des déceptions, le tenant du titre argentin a failli cette année. Battu par le Ghana et tenu en échec par la Croatie (en), les Argentins passent parmi les meilleurs troisièmes mais ne peuvent rien face au Mexique qui les élimine sèchement (4-1) en huitièmes de finale. L'Allemagne, dernière de sa poule mais aussi le 3e du dernier championnat, l'Angleterre, 3 défaites en 3 matchs face au Japon, au Cameroun et aux États-Unis sans marquer un seul but, sont également passés totalement à côté du rendez-vous mondial. En ce qui concerne les révélations, le Japon atteint un niveau que peu leur prédisaient avant le début de la compétition. En tête de leur poule devant le Cameroun, les États-Unis et l'Angleterre, les coéquipiers de Shinji Ono éliminent ensuite le Portugal, le Mexique et l'Uruguay avant de s'effondrer face à la Roja en finale. Le Mali réalise également un parcours exceptionnel : premier du groupe devant le Portugal, l'Uruguay et la Corée du Sud, les Maliens, emmenés par Diarra et Seydou Keita, éliminent ensuite 2 équipes africaines, le Cameroun (dans un match d'anthologie gagné 5-4 après prolongation) et le pays hôte, le Nigeria avant de céder face à l'Espagne en demi-finale.
Le tournoi dans son ensemble reste d'un bon niveau avec une moyenne de buts supérieure à 3 par match.

## Pays qualifiés
| Confédération              | Tournoi qualificatif                                                                     | Qualifié(s)                                                        |
| -------------------------- | ---------------------------------------------------------------------------------------- | ------------------------------------------------------------------ |
| AFC (Asie)                 | Coupe d'Asie des nations de football des moins de 19 ans 1999                            | Japon Corée du Sud Arabie saoudite Kazakhstan                      |
| CAF (Afrique)              | Coupe d'Afrique des nations junior 1999                                                  | Cameroun Ghana Mali Zambie                                         |
| CONCACAF                   | Championnat d'Amérique du Nord, centrale et Caraïbe de football des moins de 20 ans 1998 | Costa Rica Honduras États-Unis Mexique                             |
| CONMEBOL (Amérique du Sud) | Championnat des moins de 20 ans de la CONMEBOL 1998                                      | Argentine Brésil Paraguay Uruguay                                  |
| UEFA (Europe)              | Championnat d'Europe de football des moins de 19 ans 1998                                | Croatie Angleterre Allemagne Espagne Portugal République d'Irlande |
| OFC (Océanie)              | Championnat d'Océanie de football des moins de 20 ans 1998                               | Australie                                                          |
| CAF                        | Qualifié d'office en tant que pays hôte                                                  | Nigeria                                                            |

## Stades
| Ville         | Nom du stade                    | Capacité |
| ------------- | ------------------------------- | -------- |
| Lagos         | Lagos National Stadium          | 40 000   |
| Kaduna        | Stade Ahmadu-Bello              | 20 000   |
| Ibadan        | Liberty Stadium                 | 20 000   |
| Enugu         | Nnamdi Azikiwe Stadium          | 20 000   |
| Kano          | Sani Abacha Stadium             | 20 000   |
| Calabar       | U.J. Esuene Stadium             | 20 000   |
| Port Harcourt | Liberation Stadium              | 20 000   |
| Bauchi        | Abubarkar Tafawa Balewa Stadium | 20 000   |

## Phase de groupes
Les 24 participants sont répartis pour le premier tour dans 6 groupes de 4 équipes. Les deux premiers de chaque groupe sont qualifiés pour les huitièmes de finale, ainsi que les 4 meilleurs troisièmes.

### Groupe A
| Classement final |            |     |   |   |   |   |    |    |      |
|                  | Équipe     | Pts | J | G | N | P | BP | BC | Diff |
| 1                | Paraguay   | 6   | 3 | 2 | 0 | 1 | 5  | 6  | -1   |
| 2                | Nigeria    | 4   | 3 | 1 | 1 | 1 | 4  | 3  | +1   |
| 3                | Costa Rica | 4   | 3 | 1 | 1 | 1 | 4  | 5  | -1   |
| 4                | Allemagne  | 3   | 3 | 1 | 0 | 2 | 5  | 4  | +1   |

| 3 avril  | Nigeria    | 1 | 1 | Costa Rica |
| 4 avril  | Paraguay   | 0 | 4 | Allemagne  |
| 7 avril  | Nigeria    | 2 | 0 | Allemagne  |
| 7 avril  | Paraguay   | 3 | 1 | Costa Rica |
| 10 avril | Paraguay   | 2 | 1 | Nigeria    |
| 10 avril | Costa Rica | 2 | 1 | Allemagne  |

1re journée
| 3 avril 1999 | Nigeria      | 1 - 1 | Costa Rica          | Lagos National Stadium, Lagos                   |                                                 |
| 16:00        | Aghahowa 20e |       | Meléndez 83e (pen.) | Spectateurs : 37 500 Arbitrage : Sergei Shmolik | Spectateurs : 37 500 Arbitrage : Sergei Shmolik |
| 16:00        | Rapport      |       |                     | Spectateurs : 37 500 Arbitrage : Sergei Shmolik | Spectateurs : 37 500 Arbitrage : Sergei Shmolik |

| 4 avril 1999 | Paraguay | 0 - 4 | Allemagne                     | Lagos National Stadium, Lagos                   |                                                 |
| 20:00        |          |       | Kern 44e, 60e, 69e · Falk 90e | Spectateurs : 2 500 Arbitrage : Mohamed Guezzaz | Spectateurs : 2 500 Arbitrage : Mohamed Guezzaz |
| 20:00        | Rapport  |       |                               | Spectateurs : 2 500 Arbitrage : Mohamed Guezzaz | Spectateurs : 2 500 Arbitrage : Mohamed Guezzaz |

2e journée
| 7 avril 1999 | Nigeria                | 2 - 0 | Allemagne | Lagos National Stadium, Lagos                  |                                                |
| 16:00        | Shittu 69e · Garba 81e |       |           | Spectateurs : 20 000 Arbitrage : Ángel Sánchez | Spectateurs : 20 000 Arbitrage : Ángel Sánchez |
| 16:00        | Rapport                |       |           | Spectateurs : 20 000 Arbitrage : Ángel Sánchez | Spectateurs : 20 000 Arbitrage : Ángel Sánchez |

| 7 avril 1999 | Paraguay                               | 3 - 1 | Costa Rica | Lagos National Stadium, Lagos                 |                                               |
| 19:00        | Santa Cruz 26e · Vera 50e · Cuevas 66e |       | Garita 30e | Spectateurs : 18 000 Arbitrage : Jan Wegereef | Spectateurs : 18 000 Arbitrage : Jan Wegereef |
| 19:00        | Rapport                                |       |            | Spectateurs : 18 000 Arbitrage : Jan Wegereef | Spectateurs : 18 000 Arbitrage : Jan Wegereef |

3e journée
| 10 avril 1999 | Paraguay                     | 2 - 1 | Nigeria    | Lagos National Stadium, Lagos                 |                                               |
| 16:00         | Fernández 9e · Maldonado 22e |       | Shittu 38e | Spectateurs : 25 000 Arbitrage : Jan Wegereef | Spectateurs : 25 000 Arbitrage : Jan Wegereef |
| 16:00         | Rapport                      |       |            | Spectateurs : 25 000 Arbitrage : Jan Wegereef | Spectateurs : 25 000 Arbitrage : Jan Wegereef |

| 10 avril 1999 | Costa Rica               | 2 - 1 | Allemagne | Lagos National Stadium, Lagos                  |                                                |
| 19:00         | Brenes 33e · Santana 69e |       | Timm 38e  | Spectateurs : 22 000 Arbitrage : Ángel Sánchez | Spectateurs : 22 000 Arbitrage : Ángel Sánchez |
| 19:00         | Rapport                  |       |           | Spectateurs : 22 000 Arbitrage : Ángel Sánchez | Spectateurs : 22 000 Arbitrage : Ángel Sánchez |

### Groupe B
| Classement final |            |     |   |   |   |   |    |    |      |
|                  | Équipe     | Pts | J | G | N | P | BP | BC | Diff |
| 1                | Ghana      | 7   | 3 | 2 | 1 | 0 | 5  | 1  | +4   |
| 2                | Croatie    | 5   | 3 | 1 | 2 | 0 | 6  | 2  | +4   |
| 3                | Argentine  | 4   | 3 | 1 | 1 | 1 | 1  | 1  | 0    |
| 4                | Kazakhstan | 0   | 3 | 0 | 0 | 3 | 1  | 9  | -8   |

| 4 avril  | Ghana     | 1 | 1 | Croatie    |
| 4 avril  | Argentine | 1 | 0 | Kazakhstan |
| 7 avril  | Ghana     | 1 | 0 | Argentine  |
| 7 avril  | Croatie   | 5 | 1 | Kazakhstan |
| 10 avril | Ghana     | 3 | 0 | Kazakhstan |
| 10 avril | Croatie   | 0 | 0 | Argentine  |

1re journée
| 4 avril 1999 | Ghana           | 1 - 1 | Croatie     | Stade Ahmadu-Bello, Kaduna              |                                         |
| 16 :00       | Ofori-Quaye 68e |       | Deranja 22e | Spectateurs : 16 000 Arbitrage : Jun Lu | Spectateurs : 16 000 Arbitrage : Jun Lu |
| 16 :00       | Rapport         |       |             | Spectateurs : 16 000 Arbitrage : Jun Lu | Spectateurs : 16 000 Arbitrage : Jun Lu |

| 4 avril 1999 | Argentine     | 1 - 0 | Kazakhstan | Stade Ahmadu-Bello, Kaduna                       |                                                  |
| 19:00        | Cambiasso 44e |       |            | Spectateurs : 16 000 Arbitrage : Claus Bo Larsen | Spectateurs : 16 000 Arbitrage : Claus Bo Larsen |
| 19:00        | Rapport       |       |            | Spectateurs : 16 000 Arbitrage : Claus Bo Larsen | Spectateurs : 16 000 Arbitrage : Claus Bo Larsen |

2e journée
| 7 avril 1999 | Ghana           | 1 - 0 | Argentine | Stade Ahmadu-Bello, Kaduna                      |                                                 |
| 16:00        | Ofori-Quaye 76e |       |           | Spectateurs : 5 000 Arbitrage : Claus Bo Larsen | Spectateurs : 5 000 Arbitrage : Claus Bo Larsen |
| 16:00        | Rapport         |       |           | Spectateurs : 5 000 Arbitrage : Claus Bo Larsen | Spectateurs : 5 000 Arbitrage : Claus Bo Larsen |

| 7 avril 1999 | Croatie                                                                | 5 - 1 | Kazakhstan   | Stade Ahmadu-Bello, Kaduna             |                                        |
| 19:00        | Deranja 7e · Miladin 11e · Sabolčki 34e · Banović 79e · Bjelanović 88e |       | Urazayev 67e | Spectateurs : 5 000 Arbitrage : Jun Lu | Spectateurs : 5 000 Arbitrage : Jun Lu |
| 19:00        | Rapport                                                                |       |              | Spectateurs : 5 000 Arbitrage : Jun Lu | Spectateurs : 5 000 Arbitrage : Jun Lu |

3e journée
| 10 avril 1999 | Ghana                   | 3 - 0 | Kazakhstan | Stade Ahmadu-Bello, Kaduna                      |                                                 |
| 16:00         | Gyan 51e, 69e · Adu 53e |       |            | Spectateurs : 2 000 Arbitrage : Claus Bo Larsen | Spectateurs : 2 000 Arbitrage : Claus Bo Larsen |
| 16:00         | Rapport                 |       |            | Spectateurs : 2 000 Arbitrage : Claus Bo Larsen | Spectateurs : 2 000 Arbitrage : Claus Bo Larsen |

| 10 avril 1999 | Croatie | 0 - 0 | Argentine | Stade Ahmadu-Bello, Kaduna             |                                        |
| 19:00         |         |       |           | Spectateurs : 4 000 Arbitrage : Jun Lu | Spectateurs : 4 000 Arbitrage : Jun Lu |
| 19:00         | Rapport |       |           | Spectateurs : 4 000 Arbitrage : Jun Lu | Spectateurs : 4 000 Arbitrage : Jun Lu |

### Groupe C
| Classement final |                      |     |   |   |   |   |    |    |      |
|                  | Équipe               | Pts | J | G | N | P | BP | BC | Diff |
| 1                | Mexique              | 7   | 3 | 2 | 1 | 0 | 5  | 2  | +3   |
| 2                | République d'Irlande | 6   | 3 | 2 | 0 | 1 | 6  | 1  | +5   |
| 3                | Australie            | 3   | 3 | 1 | 0 | 2 | 4  | 8  | -4   |
| 4                | Arabie saoudite      | 1   | 3 | 0 | 1 | 2 | 2  | 6  | -4   |

| 4 avril  | Australie            | 3 | 1 | Arabie saoudite      |
| 4 avril  | Mexique              | 1 | 0 | République d'Irlande |
| 7 avril  | Mexique              | 3 | 1 | Australie            |
| 7 avril  | République d'Irlande | 2 | 0 | Arabie saoudite      |
| 10 avril | République d'Irlande | 4 | 0 | Australie            |
| 10 avril | Mexique              | 1 | 1 | Arabie saoudite      |

1re journée
| 4 avril 1999 | Australie                                     | 3 - 1 | Arabie saoudite | Liberty Stadium, Ibadan                        |                                                |
| 16:00        | Culina 29e · Maisano 72e · Al-Garni 77e (csc) |       | Dabo 90e        | Spectateurs : 2 000 Arbitrage : Gustavo Méndez | Spectateurs : 2 000 Arbitrage : Gustavo Méndez |
| 16:00        | Rapport                                       |       |                 | Spectateurs : 2 000 Arbitrage : Gustavo Méndez | Spectateurs : 2 000 Arbitrage : Gustavo Méndez |

| 4 avril 1999 | Mexique     | 1 - 0 | République d'Irlande | Liberty Stadium, Ibadan                      |                                              |
| 19:00        | Márquez 10e |       |                      | Spectateurs : 3 000 Arbitrage : Carlos Simon | Spectateurs : 3 000 Arbitrage : Carlos Simon |
| 19:00        | Rapport     |       |                      | Spectateurs : 3 000 Arbitrage : Carlos Simon | Spectateurs : 3 000 Arbitrage : Carlos Simon |

2e journée
| 7 avril 1999 | Mexique                                 | 3 - 1 | Australie      | Liberty Stadium, Ibadan                    |                                            |
| 16:00        | Márquez 2e · Rodríguez 58e · Osorno 83e |       | Sterjovski 45e | Spectateurs : 500 Arbitrage : Carlos Simon | Spectateurs : 500 Arbitrage : Carlos Simon |
| 16:00        | Rapport                                 |       |                | Spectateurs : 500 Arbitrage : Carlos Simon | Spectateurs : 500 Arbitrage : Carlos Simon |

| 7 avril 1999 | République d'Irlande   | 2 - 0 | Arabie saoudite | Liberty Stadium, Ibadan                        |                                                |
| 19:00        | McPhail 42e · Duff 65e |       |                 | Spectateurs : 1 000 Arbitrage : Gustavo Méndez | Spectateurs : 1 000 Arbitrage : Gustavo Méndez |
| 19:00        | Rapport                |       |                 | Spectateurs : 1 000 Arbitrage : Gustavo Méndez | Spectateurs : 1 000 Arbitrage : Gustavo Méndez |

3e journée
| 10 avril 1999 | République d'Irlande                              | 4 - 0 | Australie | Liberty Stadium, Ibadan                      |                                              |
| 16:00         | Sadlier 20e · Duff 73e · Healy 74e · Crossley 90e |       |           | Spectateurs : 800 Arbitrage : Gustavo Méndez | Spectateurs : 800 Arbitrage : Gustavo Méndez |
| 16:00         | Rapport                                           |       |           | Spectateurs : 800 Arbitrage : Gustavo Méndez | Spectateurs : 800 Arbitrage : Gustavo Méndez |

| 10 avril 1999 | Mexique      | 1 - 1 | Arabie saoudite | Liberty Stadium, Ibadan                        |                                                |
| 19:00         | González 30e |       | Al-Saqri 37e    | Spectateurs : 2 000 Arbitrage : Sergei Shmolik | Spectateurs : 2 000 Arbitrage : Sergei Shmolik |
| 19:00         | Rapport      |       |                 | Spectateurs : 2 000 Arbitrage : Sergei Shmolik | Spectateurs : 2 000 Arbitrage : Sergei Shmolik |

### Groupe D
| Classement final |              |     |   |   |   |   |    |    |      |
|                  | Équipe       | Pts | J | G | N | P | BP | BC | Diff |
| 1                | Mali         | 6   | 3 | 2 | 0 | 1 | 6  | 6  | 0    |
| 2                | Portugal     | 4   | 3 | 1 | 1 | 1 | 4  | 3  | +1   |
| 3                | Uruguay      | 4   | 3 | 1 | 1 | 1 | 2  | 2  | 0    |
| 4                | Corée du Sud | 3   | 3 | 1 | 0 | 2 | 5  | 6  | -1   |

| 5 avril  | Mali     | 2 | 1 | Uruguay      |
| 5 avril  | Portugal | 3 | 1 | Corée du Sud |
| 8 avril  | Uruguay  | 1 | 0 | Corée du Sud |
| 8 avril  | Mali     | 2 | 1 | Portugal     |
| 11 avril | Uruguay  | 0 | 0 | Portugal     |
| 11 avril | Mali     | 2 | 4 | Corée du Sud |

1re journée
| 5 avril 1999 | Mali                   | 2 - 1 | Uruguay       | Nnamdi Azikiwe Stadium, Enugu                 |                                               |
| 16:00        | Camara 51e · Dissa 90e |       | Chevantón 65e | Spectateurs : 16 000 Arbitrage : Željko Širić | Spectateurs : 16 000 Arbitrage : Željko Širić |
| 16:00        | Rapport                |       |               | Spectateurs : 16 000 Arbitrage : Željko Širić | Spectateurs : 16 000 Arbitrage : Željko Širić |

| 5 avril 1999 | Portugal                          | 3 - 1 | Corée du Sud      | Nnamdi Azikiwe Stadium, Enugu                     |                                                   |
| 19:00        | Sousa 27e · Simão 85e, 90e (pen.) |       | Kim Kun-hyung 37e | Spectateurs : 10 000 Arbitrage : Ahmad Nabil Ayad | Spectateurs : 10 000 Arbitrage : Ahmad Nabil Ayad |
| 19:00        | Rapport                           |       |                   | Spectateurs : 10 000 Arbitrage : Ahmad Nabil Ayad | Spectateurs : 10 000 Arbitrage : Ahmad Nabil Ayad |

2e journée
| 8 avril 1999 | Uruguay      | 1 - 0 | Corée du Sud | Nnamdi Azikiwe Stadium, Enugu                |                                              |
| 16:00        | Chevantón 3e |       |              | Spectateurs : 6 000 Arbitrage : Željko Širić | Spectateurs : 6 000 Arbitrage : Željko Širić |
| 16:00        | Rapport      |       |              | Spectateurs : 6 000 Arbitrage : Željko Širić | Spectateurs : 6 000 Arbitrage : Željko Širić |

| 8 avril 1999 | Mali                               | 2 - 1 | Portugal     | Nnamdi Azikiwe Stadium, Enugu                    |                                                  |
| 19:00        | Coulibaly 15e (pen.) · N'Diaye 45e |       | Da Costa 55e | Spectateurs : 6 000 Arbitrage : Ahmad Nabil Ayad | Spectateurs : 6 000 Arbitrage : Ahmad Nabil Ayad |
| 19:00        | Rapport                            |       |              | Spectateurs : 6 000 Arbitrage : Ahmad Nabil Ayad | Spectateurs : 6 000 Arbitrage : Ahmad Nabil Ayad |

3e journée
| 11 avril 1999 | Portugal | 0 - 0 | Uruguay | Nnamdi Azikiwe Stadium, Enugu                     |                                                   |
| 16:00         |          |       |         | Spectateurs : 4 000 Arbitrage : Olufunmi Olaniyan | Spectateurs : 4 000 Arbitrage : Olufunmi Olaniyan |
| 16:00         | Rapport  |       |         | Spectateurs : 4 000 Arbitrage : Olufunmi Olaniyan | Spectateurs : 4 000 Arbitrage : Olufunmi Olaniyan |

| 11 avril 1999 | Mali                     | 2 - 4 | Corée du Sud                                                       | Nnamdi Azikiwe Stadium, Enugu                |                                              |
| 19:00         | Dissa 57e · Bagayoko 60e |       | Seol Ki-hyeon 3e, 35e · Na Hee-keun 22e (pen.) · Lee Dong-gook 69e | Spectateurs : 4 000 Arbitrage : Željko Širić | Spectateurs : 4 000 Arbitrage : Željko Širić |
| 19:00         | Rapport                  |       |                                                                    | Spectateurs : 4 000 Arbitrage : Željko Širić | Spectateurs : 4 000 Arbitrage : Željko Širić |

### Groupe E
| Classement final |            |     |   |   |   |   |    |    |      |
|                  | Équipe     | Pts | J | G | N | P | BP | BC | Diff |
| 1                | Japon      | 6   | 3 | 2 | 0 | 1 | 6  | 3  | +3   |
| 2                | États-Unis | 6   | 3 | 2 | 0 | 1 | 5  | 4  | +1   |
| 3                | Cameroun   | 6   | 3 | 2 | 0 | 1 | 4  | 4  | 0    |
| 4                | Angleterre | 0   | 3 | 0 | 0 | 3 | 0  | 4  | -4   |

| 5 avril  | Japon      | 1 | 2 | Cameroun   |
| 5 avril  | États-Unis | 1 | 0 | Angleterre |
| 8 avril  | Cameroun   | 1 | 0 | Angleterre |
| 8 avril  | Japon      | 3 | 1 | États-Unis |
| 11 avril | États-Unis | 3 | 1 | Cameroun   |
| 11 avril | Japon      | 2 | 0 | Angleterre |

1re journée
| 5 avril 1999 | Japon        | 1 - 2 | Cameroun       | Sani Abacha Stadium, Kano                       |                                                 |
| 16:00        | Takahara 51e |       | Komol 72e, 89e | Spectateurs : 12 000 Arbitrage : William Mattus | Spectateurs : 12 000 Arbitrage : William Mattus |
| 16:00        | Rapport      |       |                | Spectateurs : 12 000 Arbitrage : William Mattus | Spectateurs : 12 000 Arbitrage : William Mattus |

| 5 avril 1999 | États-Unis | 1 - 0 | Angleterre | Sani Abacha Stadium, Kano                     |                                               |
| 19 :00       | Califf 12e |       |            | Spectateurs : 19 000 Arbitrage : Mourad Daami | Spectateurs : 19 000 Arbitrage : Mourad Daami |
| 19 :00       | Rapport    |       |            | Spectateurs : 19 000 Arbitrage : Mourad Daami | Spectateurs : 19 000 Arbitrage : Mourad Daami |

2e journée
| 8 avril 1999 | Cameroun              | 1 - 0 | Angleterre | Sani Abacha Stadium, Kano                       |                                                 |
| 16:00        | Cooper (en) 63e (csc) |       |            | Spectateurs : 12 000 Arbitrage : William Mattus | Spectateurs : 12 000 Arbitrage : William Mattus |
| 16:00        | Rapport               |       |            | Spectateurs : 12 000 Arbitrage : William Mattus | Spectateurs : 12 000 Arbitrage : William Mattus |

| 8 avril 1999 | Japon                                            | 3 - 1 | États-Unis   | Abubarkar Tafawa Balewa Stadium, Bauchi              |                                                      |
| 19:00        | Downing 10e (csc) · Takahara 51e · Ogasawara 85e |       | Futagaki 74e | Spectateurs : 9 000 Arbitrage : Arturo Dauden Ibañez | Spectateurs : 9 000 Arbitrage : Arturo Dauden Ibañez |
| 19:00        | Rapport                                          |       |              | Spectateurs : 9 000 Arbitrage : Arturo Dauden Ibañez | Spectateurs : 9 000 Arbitrage : Arturo Dauden Ibañez |

3e journée
| 11 avril 1999 | États-Unis                        | 3 - 1 | Cameroun  | Abubarkar Tafawa Balewa Stadium, Bauchi              |                                                      |
| 16:00         | Twellman 38e, 79e · Bocanegra 57e |       | Kioyo 63e | Spectateurs : 9 000 Arbitrage : Arturo Dauden Ibañez | Spectateurs : 9 000 Arbitrage : Arturo Dauden Ibañez |
| 16:00         | Rapport                           |       |           | Spectateurs : 9 000 Arbitrage : Arturo Dauden Ibañez | Spectateurs : 9 000 Arbitrage : Arturo Dauden Ibañez |

| 11 avril 1999 | Japon                  | 2 - 0 | Angleterre | Abubarkar Tafawa Balewa Stadium, Bauchi      |                                              |
| 19:00         | Ishikawa 39e · Ono 48e |       |            | Spectateurs : 9 000 Arbitrage : Mourad Daami | Spectateurs : 9 000 Arbitrage : Mourad Daami |
| 19:00         | Rapport                |       |            | Spectateurs : 9 000 Arbitrage : Mourad Daami | Spectateurs : 9 000 Arbitrage : Mourad Daami |

### Groupe F
| Classement final |          |     |   |   |   |   |    |    |      |
|                  | Équipe   | Pts | J | G | N | P | BP | BC | Diff |
| 1                | Espagne  | 7   | 3 | 2 | 1 | 0 | 5  | 1  | +4   |
| 2                | Brésil   | 6   | 3 | 2 | 0 | 1 | 8  | 3  | +5   |
| 3                | Zambie   | 4   | 3 | 1 | 1 | 1 | 5  | 8  | -3   |
| 4                | Honduras | 0   | 3 | 0 | 0 | 3 | 4  | 10 | -6   |

| 5 avril  | Zambie  | 4 | 3 | Honduras |
| 5 avril  | Espagne | 2 | 0 | Brésil   |
| 8 avril  | Espagne | 0 | 0 | Zambie   |
| 8 avril  | Brésil  | 3 | 0 | Honduras |
| 11 avril | Brésil  | 5 | 1 | Zambie   |
| 11 avril | Espagne | 3 | 1 | Honduras |

1re journée
| 5 avril 1999 | Zambie                                      | 4 - 3 | Honduras                 | U.J. Esuene Stadium, Calabar                    |                                                 |
| 16:00        | Makayi 19e · Makufi 44e, 55e · Mbambara 72e |       | Suazo 9e · Leon 41e, 74e | Spectateurs : 12 000 Arbitrage : Simon Micallef | Spectateurs : 12 000 Arbitrage : Simon Micallef |
| 16:00        | Rapport                                     |       |                          | Spectateurs : 12 000 Arbitrage : Simon Micallef | Spectateurs : 12 000 Arbitrage : Simon Micallef |

| 5 avril 1999 | Espagne        | 2 - 0 | Brésil | U.J. Esuene Stadium, Calabar                  |                                               |
| 19:00        | Gabri 15e, 33e |       |        | Spectateurs : 12 000 Arbitrage : Felipe Ramos | Spectateurs : 12 000 Arbitrage : Felipe Ramos |
| 19:00        | Rapport        |       |        | Spectateurs : 12 000 Arbitrage : Felipe Ramos | Spectateurs : 12 000 Arbitrage : Felipe Ramos |

2e journée
| 8 avril 1999 | Espagne | 0 - 0 | Zambie | U.J. Esuene Stadium, Calabar                 |                                              |
| 16:00        |         |       |        | Spectateurs : 8 000 Arbitrage : Felipe Ramos | Spectateurs : 8 000 Arbitrage : Felipe Ramos |
| 16:00        | Rapport |       |        | Spectateurs : 8 000 Arbitrage : Felipe Ramos | Spectateurs : 8 000 Arbitrage : Felipe Ramos |

| 8 avril 1999 | Brésil                       | 3 - 0 | Honduras | Liberation Stadium, Port Harcourt                 |                                                   |
| 19:00        | Edu 36e, 80e · Matuzalém 41e |       |          | Spectateurs : 16 000 Arbitrage : Olufemi Olaniyan | Spectateurs : 16 000 Arbitrage : Olufemi Olaniyan |
| 19:00        | Rapport                      |       |          | Spectateurs : 16 000 Arbitrage : Olufemi Olaniyan | Spectateurs : 16 000 Arbitrage : Olufemi Olaniyan |

3e journée
| 11 avril 1999 | Brésil                                                                           | 5 - 1 | Zambie      | Liberation Stadium, Port Harcourt               |                                                 |
| 16:00         | Ronaldinho 27e · Fábio Aurélio 45e · Baiano 65e · Mancini 69e · Rodrigo Gral 80e |       | Sinkala 39e | Spectateurs : 16 000 Arbitrage : Simon Micallef | Spectateurs : 16 000 Arbitrage : Simon Micallef |
| 16:00         | Rapport                                                                          |       |             | Spectateurs : 16 000 Arbitrage : Simon Micallef | Spectateurs : 16 000 Arbitrage : Simon Micallef |

| 11 avril 1999 | Espagne                              | 3 - 1 | Honduras  | Liberation Stadium, Port Harcourt                |                                                  |
| 19:00         | Couñago 10e · Varela 26e · Rubén 31e |       | Oliva 76e | Spectateurs : 16 000 Arbitrage : Mohamed Guezzaz | Spectateurs : 16 000 Arbitrage : Mohamed Guezzaz |
| 19:00         | Rapport                              |       |           | Spectateurs : 16 000 Arbitrage : Mohamed Guezzaz | Spectateurs : 16 000 Arbitrage : Mohamed Guezzaz |

### Classement des troisièmes
Les quatre meilleurs troisièmes sont repêchés pour compléter le tableau des huitièmes de finale
| Classement |            |     |   |   |   |   |    |    |      |
|            | Équipe     | Pts | J | G | N | P | BP | BC | Diff |
| 1          | Cameroun   | 6   | 3 | 2 | 0 | 1 | 4  | 4  | 0    |
| 2          | Uruguay    | 4   | 3 | 1 | 1 | 1 | 2  | 2  | 0    |
| 3          | Argentine  | 4   | 3 | 1 | 1 | 1 | 1  | 1  | 0    |
| 4          | Costa Rica | 4   | 3 | 1 | 1 | 1 | 4  | 5  | -1   |
| 5          | Zambie     | 4   | 3 | 1 | 1 | 1 | 5  | 8  | -3   |
| 6          | Australie  | 3   | 3 | 1 | 0 | 2 | 4  | 8  | -4   |

## Tableau final
|  | Huitièmes de finale      | Huitièmes de finale |          |         | Quarts de finale | Quarts de finale |  |  | Demi-finales      | Demi-finales      |  |  | Finale           | Finale           |
|  | Huitièmes de finale      | Huitièmes de finale |          |         | Quarts de finale | Quarts de finale |  |  | Demi-finales      | Demi-finales      |  |  | Finale           | Finale           |
|  |                          |                     |          |         |                  |                  |  |  |                   |                   |  |  |                  |                  |
|  | 15 avril - Enugu         | 15 avril - Enugu    |          |         | 18 avril - Enugu | 18 avril - Enugu |  |  | 21 avril - Kaduna | 21 avril - Kaduna |  |  | 24 avril - Lagos | 24 avril - Lagos |
|  | 15 avril - Enugu         | 15 avril - Enugu    |          |         | 18 avril - Enugu | 18 avril - Enugu |  |  | 21 avril - Kaduna | 21 avril - Kaduna |  |  | 24 avril - Lagos | 24 avril - Lagos |
|  | Mali                     | 5 ap                |          |         | 18 avril - Enugu | 18 avril - Enugu |  |  | 21 avril - Kaduna | 21 avril - Kaduna |  |  | 24 avril - Lagos | 24 avril - Lagos |
|  | Mali                     | 5 ap                |          |         | 18 avril - Enugu | 18 avril - Enugu |  |  | 21 avril - Kaduna | 21 avril - Kaduna |  |  | 24 avril - Lagos | 24 avril - Lagos |
|  | Cameroun                 | 4                   |          |         | 18 avril - Enugu | 18 avril - Enugu |  |  | 21 avril - Kaduna | 21 avril - Kaduna |  |  | 24 avril - Lagos | 24 avril - Lagos |
|  | Cameroun                 | 4                   | Mali     | 3       |                  |                  |  |  | 21 avril - Kaduna | 21 avril - Kaduna |  |  | 24 avril - Lagos | 24 avril - Lagos |
|  | 14 avril - Kano          |                     | Mali     | 3       |                  |                  |  |  | 21 avril - Kaduna | 21 avril - Kaduna |  |  | 24 avril - Lagos | 24 avril - Lagos |
|  |                          | Nigeria             | 1        |         |                  |                  |  |  | 21 avril - Kaduna | 21 avril - Kaduna |  |  | 24 avril - Lagos | 24 avril - Lagos |
|  | République d'Irlande     | Nigeria             | 1        | 1ap (3) |                  |                  |  |  | 21 avril - Kaduna | 21 avril - Kaduna |  |  | 24 avril - Lagos | 24 avril - Lagos |
|  | République d'Irlande     | 18 avril - Kaduna   |          | 1ap (3) |                  |                  |  |  | 21 avril - Kaduna | 21 avril - Kaduna |  |  | 24 avril - Lagos | 24 avril - Lagos |
|  | Nigeria                  | 1 tab(5)            |          |         |                  |                  |  |  | 21 avril - Kaduna | 21 avril - Kaduna |  |  | 24 avril - Lagos | 24 avril - Lagos |
|  | Nigeria                  | 1 tab(5)            | Mali     | 1       |                  |                  |  |  |                   |                   |  |  | 24 avril - Lagos | 24 avril - Lagos |
|  | 15 avril - Port Harcourt |                     | Mali     | 1       |                  |                  |  |  |                   |                   |  |  | 24 avril - Lagos | 24 avril - Lagos |
|  |                          | Espagne             | 3        |         |                  |                  |  |  |                   |                   |  |  | 24 avril - Lagos | 24 avril - Lagos |
|  | Espagne                  | Espagne             | 3        | 3       |                  |                  |  |  |                   |                   |  |  | 24 avril - Lagos | 24 avril - Lagos |
|  | Espagne                  | 21 avril - Lagos    |          | 3       |                  |                  |  |  |                   |                   |  |  | 24 avril - Lagos | 24 avril - Lagos |
|  | États-Unis               | 2                   |          |         |                  |                  |  |  |                   |                   |  |  | 24 avril - Lagos | 24 avril - Lagos |
|  | États-Unis               | 2                   | Espagne  | 1ap (8) |                  |                  |  |  |                   |                   |  |  | 24 avril - Lagos | 24 avril - Lagos |
|  | 14 avril - Kaduna        |                     | Espagne  | 1ap (8) |                  |                  |  |  |                   |                   |  |  | 24 avril - Lagos | 24 avril - Lagos |
|  |                          | Ghana               | 1 tab(7) |         |                  |                  |  |  |                   |                   |  |  | 24 avril - Lagos | 24 avril - Lagos |
|  | Ghana                    | Ghana               | 1 tab(7) | 2       |                  |                  |  |  |                   |                   |  |  | 24 avril - Lagos | 24 avril - Lagos |
|  | Ghana                    | 18 avril - Lagos    |          | 2       |                  |                  |  |  |                   |                   |  |  | 24 avril - Lagos | 24 avril - Lagos |
|  | Costa Rica               | 0                   |          |         |                  |                  |  |  |                   |                   |  |  | 24 avril - Lagos | 24 avril - Lagos |
|  | Costa Rica               | 0                   | Espagne  | 4       |                  |                  |  |  |                   |                   |  |  |                  |                  |
|  | 14 avril - Lagos         |                     | Espagne  | 4       |                  |                  |  |  |                   |                   |  |  |                  |                  |
|  |                          | Japon               | 0        |         |                  |                  |  |  |                   |                   |  |  |                  |                  |
|  | Paraguay                 | Japon               | 0        | 2ap (9) |                  |                  |  |  |                   |                   |  |  |                  |                  |
|  | Paraguay                 |                     |          | 2ap (9) |                  |                  |  |  |                   |                   |  |  |                  |                  |
|  | Uruguay                  | 2 tab(10)           |          |         |                  |                  |  |  |                   |                   |  |  |                  |                  |
|  | Uruguay                  | 2 tab(10)           | Uruguay  | 2       |                  |                  |  |  |                   |                   |  |  |                  |                  |
|  | 14 avril - Calabar       |                     | Uruguay  | 2       |                  |                  |  |  |                   |                   |  |  |                  |                  |
|  |                          | Brésil              | 1        |         |                  |                  |  |  |                   |                   |  |  |                  |                  |
|  | Brésil                   | Brésil              | 1        | 4       |                  |                  |  |  |                   |                   |  |  |                  |                  |
|  | Brésil                   | 18 avril - Ibadan   |          | 4       |                  |                  |  |  |                   |                   |  |  |                  |                  |
|  | Croatie                  | 0                   |          |         |                  |                  |  |  |                   |                   |  |  |                  |                  |
|  | Croatie                  | 0                   | Uruguay  | 1       |                  |                  |  |  |                   |                   |  |  |                  |                  |
|  | 15 avril - Bauchi        |                     | Uruguay  | 1       |                  |                  |  |  |                   |                   |  |  |                  |                  |
|  |                          | Japon               | 2        |         |                  |                  |  |  |                   |                   |  |  |                  |                  |
|  | Japon                    | Japon               | 2        | 1ap (5) |                  |                  |  |  |                   |                   |  |  |                  |                  |
|  | Japon                    |                     |          | 1ap (5) |                  |                  |  |  |                   |                   |  |  |                  |                  |
|  | Portugal                 | 1 tab(4)            |          |         |                  |                  |  |  |                   |                   |  |  |                  |                  |
|  | Portugal                 | 1 tab(4)            | Japon    | 2       |                  |                  |  |  |                   |                   |  |  |                  |                  |
|  | 15 avril - Ibadan        |                     | Japon    | 2       |                  |                  |  |  |                   |                   |  |  |                  |                  |
|  |                          | Mexique             | 0        |         |                  |                  |  |  |                   |                   |  |  |                  |                  |
|  | Mexique                  | Mexique             | 0        | 4       |                  |                  |  |  |                   |                   |  |  |                  |                  |
|  | Mexique                  |                     |          | 4       |                  |                  |  |  |                   |                   |  |  |                  |                  |
|  | Argentine                | 1                   |          |         |                  |                  |  |  |                   |                   |  |  |                  |                  |
|  | Argentine                | 1                   |          |         |                  |                  |  |  |                   |                   |  |  |                  |                  |

 = but en or

### Huitièmes de finale
| 14 avril 1999 | République d'Irlande | 1 – 1 a. p. | Nigeria    | Sani Abacha Stadium, Kano               |                                         |
| 16:00         | Sadlier 35e          |             | Ikedia 70e | Spectateurs : 20 000 Arbitrage : Jun Lu | Spectateurs : 20 000 Arbitrage : Jun Lu |
| 16:00         | Rapport              |             |            | Spectateurs : 20 000 Arbitrage : Jun Lu | Spectateurs : 20 000 Arbitrage : Jun Lu |
| 16:00         | Tirs au but 3-5      |             |            | Spectateurs : 20 000 Arbitrage : Jun Lu | Spectateurs : 20 000 Arbitrage : Jun Lu |

| 14 avril 1999 | Ghana                         | 2 – 0 | Costa Rica | Stade Ahmadu-Bello, Kaduna                           |                                                      |
| 16:00         | Afriyie 18e · Ofori-Quaye 82e |       |            | Spectateurs : 1 000 Arbitrage : Artura Dauden Ibañez | Spectateurs : 1 000 Arbitrage : Artura Dauden Ibañez |
| 16:00         | Rapport                       |       |            | Spectateurs : 1 000 Arbitrage : Artura Dauden Ibañez | Spectateurs : 1 000 Arbitrage : Artura Dauden Ibañez |

| 14 avril 1999 | Paraguay                   | 2 – 2 a. p. | Uruguay                    | Lagos National Stadium, Lagos                |                                              |
| 19:00         | Santa Cruz 62e (pen.), 86e |             | Chevantón 32e · Forlán 49e | Spectateurs : 1 500 Arbitrage : Felipe Ramos | Spectateurs : 1 500 Arbitrage : Felipe Ramos |
| 19:00         | Rapport                    |             |                            | Spectateurs : 1 500 Arbitrage : Felipe Ramos | Spectateurs : 1 500 Arbitrage : Felipe Ramos |
| 19:00         | Tirs au but 9-10           |             |                            | Spectateurs : 1 500 Arbitrage : Felipe Ramos | Spectateurs : 1 500 Arbitrage : Felipe Ramos |

| 14 avril 1999 | Brésil                                                   | 4 – 0 | Croatie | U.J. Esuene Stadium, Calabar                      |                                                   |
| 19:00         | Ronaldinho 21e (pen.), 45e · Baiano 48e (pen.) · Edu 68e |       |         | Spectateurs : 12 000 Arbitrage : Ahmad Nabil Ayad | Spectateurs : 12 000 Arbitrage : Ahmad Nabil Ayad |
| 19:00         | Rapport                                                  |       |         | Spectateurs : 12 000 Arbitrage : Ahmad Nabil Ayad | Spectateurs : 12 000 Arbitrage : Ahmad Nabil Ayad |

| 15 avril 1999 | Japon           | 1 – 1 a. p. | Portugal          | Abubarkar Tafawa Balewa Stadium, Bauchi         |                                                 |
| 16:00         | Endo 48e        |             | Marco Claúdio 80e | Spectateurs : 8 000 Arbitrage : Mohamed Guezzaz | Spectateurs : 8 000 Arbitrage : Mohamed Guezzaz |
| 16:00         | Rapport         |             |                   | Spectateurs : 8 000 Arbitrage : Mohamed Guezzaz | Spectateurs : 8 000 Arbitrage : Mohamed Guezzaz |
| 16:00         | Tirs au but 5-4 |             |                   | Spectateurs : 8 000 Arbitrage : Mohamed Guezzaz | Spectateurs : 8 000 Arbitrage : Mohamed Guezzaz |

| 15 avril 1999 | Espagne                     | 3 – 2 | États-Unis        | Liberation Stadium, Port Harcourt             |                                               |
| 16:00         | Couñago 15e, 32e · Xavi 19e |       | Twellman 49e, 90e | Spectateurs : 15 600 Arbitrage : Carlos Simon | Spectateurs : 15 600 Arbitrage : Carlos Simon |
| 16:00         | Rapport                     |       |                   | Spectateurs : 15 600 Arbitrage : Carlos Simon | Spectateurs : 15 600 Arbitrage : Carlos Simon |

| 15 avril 1999 | Mexique                                                           | 4 – 1 | Argentine    | Liberty Stadium, Ibadan                         |                                                 |
| 19:00         | Osorno 52e · E. Rodríguez 55e · J.P. Rodríguez 67e · González 88e |       | Galletti 41e | Spectateurs : 16 000 Arbitrage : Sergei Shmolik | Spectateurs : 16 000 Arbitrage : Sergei Shmolik |
| 19:00         | Rapport                                                           |       |              | Spectateurs : 16 000 Arbitrage : Sergei Shmolik | Spectateurs : 16 000 Arbitrage : Sergei Shmolik |

| 15 avril 1999 | Mali                                                     | 5 – 4 a. p. · | Cameroun                                | Nnamdi Azikiwe Stadium, Enugu                           |                                                         |
| 19:00         | N'Diaye 9e · Bagayoko 67e · Camara 83e · Dissa 90e, 104e |               | Komol 10e, 74e · M'Bami 23e · Kioyo 26e | Spectateurs : 4 000 Arbitrage : Ángel Sánchez (arbitre) | Spectateurs : 4 000 Arbitrage : Ángel Sánchez (arbitre) |
| 19:00         | Rapport                                                  |               |                                         | Spectateurs : 4 000 Arbitrage : Ángel Sánchez (arbitre) | Spectateurs : 4 000 Arbitrage : Ángel Sánchez (arbitre) |

### Quarts de finale
| 18 avril 1999 | Uruguay                          | 2 – 1 | Brésil     | Lagos National Stadium                        |                                               |
| 16:00         | Anchen 44e · Canobbio 86e (pen.) |       | Baiano 27e | Spectateurs : 10 000 Arbitrage : Mourad Daami | Spectateurs : 10 000 Arbitrage : Mourad Daami |
| 16:00         | Rapport                          |       |            | Spectateurs : 10 000 Arbitrage : Mourad Daami | Spectateurs : 10 000 Arbitrage : Mourad Daami |

| 18 avril 1999 | Mali                           | 3 – 1 | Nigeria   | Nnamdi Azikiwe Stadium, Enugu                   |                                                 |
| 16:00         | Bagayoko 1re, 72e · Diarra 44e |       | Garba 17e | Spectateurs : 22 000 Arbitrage : Sergei Shmolik | Spectateurs : 22 000 Arbitrage : Sergei Shmolik |
| 16:00         | Rapport                        |       |           | Spectateurs : 22 000 Arbitrage : Sergei Shmolik | Spectateurs : 22 000 Arbitrage : Sergei Shmolik |

| 18 avril 1999 | Japon                 | 2 – 0 | Mexique | Liberty Stadium, Ibadan                          |                                                  |
| 19:00         | Motoyama 4e · Ono 24e |       |         | Spectateurs : 17 000 Arbitrage : Claus Bo Larsen | Spectateurs : 17 000 Arbitrage : Claus Bo Larsen |
| 19:00         | Rapport               |       |         | Spectateurs : 17 000 Arbitrage : Claus Bo Larsen | Spectateurs : 17 000 Arbitrage : Claus Bo Larsen |

| 18 avril 1999 | Espagne            | 1 – 1 a. p. | Ghana           | Stade Ahmadu-Bello, Kaduna                      |                                                 |
| 19:00         | Barkero 54e (pen.) |             | Ofori-Quaye 90e | Spectateurs : 19 000 Arbitrage : William Mattus | Spectateurs : 19 000 Arbitrage : William Mattus |
| 19:00         | Rapport            |             |                 | Spectateurs : 19 000 Arbitrage : William Mattus | Spectateurs : 19 000 Arbitrage : William Mattus |
| 19:00         | Tirs au but 8-7    |             |                 | Spectateurs : 19 000 Arbitrage : William Mattus | Spectateurs : 19 000 Arbitrage : William Mattus |

### Demi-finales
| 21 avril 1999 | Mali      | 1 – 3 | Espagne                   | Stade Ahmadu-Bello, Kaduna             |                                        |
| 16:00         | Dissa 52e |       | Varela 2e, 26e · Xavi 90e | Spectateurs : 6 000 Arbitrage : Jun Lu | Spectateurs : 6 000 Arbitrage : Jun Lu |
| 16:00         | Rapport   |       |                           | Spectateurs : 6 000 Arbitrage : Jun Lu | Spectateurs : 6 000 Arbitrage : Jun Lu |

| 21 avril 1999 | Uruguay       | 1 – 2 | Japon                    | Lagos National Stadium, Lagos                  |                                                |
| 19:00         | Chevantón 24e |       | Takahara 23e · Nagai 35e | Spectateurs : 8 000 Arbitrage : Simon Micallef | Spectateurs : 8 000 Arbitrage : Simon Micallef |
| 19:00         | Rapport       |       |                          | Spectateurs : 8 000 Arbitrage : Simon Micallef | Spectateurs : 8 000 Arbitrage : Simon Micallef |

### Match pour la3eplace
| 24 avril 1999 | Mali      | 1 – 0 | Uruguay | Lagos National Stadium                        |                                               |
| 14:00         | Keita 30e |       |         | Spectateurs : 35 000 Arbitrage : Željko Širić | Spectateurs : 35 000 Arbitrage : Željko Širić |
| 14:00         | Rapport   |       |         | Spectateurs : 35 000 Arbitrage : Željko Širić | Spectateurs : 35 000 Arbitrage : Željko Širić |

### Finale
| 24 avril 1999 | Espagne                                   | 4 - 0 | Japon | Lagos National Stadium, Lagos                  |                                                |
| 17:00         | Barkero 5e · Couñago 14e, 30e · Gabri 51e |       |       | Spectateurs : 38 000 Arbitrage : Ángel Sánchez | Spectateurs : 38 000 Arbitrage : Ángel Sánchez |
| 17:00         | Rapport                                   |       |       | Spectateurs : 38 000 Arbitrage : Ángel Sánchez | Spectateurs : 38 000 Arbitrage : Ángel Sánchez |

| Coupe du monde de football des moins de 20 ans 1999 Espagne Premier titre |

## Récompenses
| Ballon d'or       | Ballon d'argent  | Ballon de bronze              |
| ----------------- | ---------------- | ----------------------------- |
| Seydou Keita      | Pius Ikedia      | Pablo Couñago                 |
| Soulier d'or      | Soulier d'argent | Soulier de bronze             |
| Pablo Couñago     | Mahamadou Dissa  | Gaspard Komol Taylor Twellman |
| 5 buts            | 5 buts           | 4 buts                        |
| Prix du fair-play |                  |                               |
| Croatie           |                  |                               |